# Kalila wa dimna
Kalila wa-Dimna sau Kalīla wa Dimna (în arabă كَلِيلَة ودِمْنَة, în traducere „Kalila și Dimna”), cunoscută și sub numele de Fabulele lui Bidpai, este o colecție renumită de fabule în arabă care își are originile în India antică. Este considerată una dintre cele mai timpurii și mai influente lucrări din literatura universală. Poveștile din Kalila wa Dimna au fost traduse și adaptate pe scară largă în numeroase limbi și contexte culturale, captivând cititorii de-a lungul secolelor și până în prezent.

## Origine
În privința originii cărții Kalila wa Dimna, au existat divergențe, dar mulți cercetători au fost de acord că își are originea în vechea colecție indiană de fabule despre animale Panchatantra. Lucrarea, scrisă în sanscrită, a fost o compilație de parabole preluate din scrierile clasice indiene, unde cei doi șacali, Karataka și Damanaka, protagoniștii primei povestiri, dau numele culegerii. Obiectivul acestei lucrări era instruirea prinților și conține mai multe capitole, care predau un principiu moral sau o regulă de conduită.

### Versiunea în arabă
Lucrarea în arabă a fost redactată în secolul al VIII-lea de Ibn al-Muqaffa', un persan zoroastrian convertit la islam, și reprezintă o traducere după o scriere în medio-persană. Ibn al-Muqaffa' a tradus materialul indo-iranian în arabă în timpul dominației abbaside. Însă, textul este puternic adaptat si însușit, astfel că nu este considerat întocmai o traducere fidelă. Traducerea sa se distinge prin adăugirile si modificările proprii. Scriitorul a anticipat că publicul musulman ar putea fi deranjat de absența pedepsei vinovatului din poveste, prin urmare, adaugă un capitol suplimentar, intitulat "Judecata lui Dimna", atașat primului capitol, în care Dimna este pedepsit pentru relele sale.
În timp, atât versiunea indiană, cât și cea persană s-au pierdut, astfel că, în aceste condiți, versiunea lui Ibn al-Muqaffa a funcționat ca original, răspândindu-se în diverse culturi și limbi.

### Traducerea în română
Scriitorul, traducătorul, cercetătorul și orientalistul George Grigore a tradus culegerea în limba română pe baza textului arab al lui Ibn al-Muqaffa'. Cartea, intitulată Kalila și Dimna sau poveștile lui Bidpai, a fost publicată în 2010.

### Traduceri în alte limbi
Caracterul fascinant al lui "Kalila wa Dimna" i-a asigurat o popularitate pe scară largă în diverse clase sociale, devenind o parte importantă a folclorului din lumea musulmană. Acesta a ajuns pe țărmurile Spaniei prin intermediul călătorilor arabi, ceea ce a dus la traducerea sa în spaniola veche în secolul al XIII-lea. În 1251, Alfonso al X-lea al Castiliei, care era prinț moștenitor la acea vreme, a ordonat traducerea cărții în spaniolă, cunoscută sub numele de Calila e Dimna.
Cartea a avut o apariție notabilă și în Italia, fiind una dintre primele lucrări publicate după inventarea tiparului.

## Conținut

### Temă și stil narativ
Lucrarea este de mare întindere, cuprinde cincisprezece capitole principale, și se încadrează în genul fabulistic. Sunt prezentate narațiuni cu caracter moralizator, cu personaje din lumea animalelor. 
Apare procedeul narațiunii-cadru, personajele povestesc prin intermediul dialogurilor și devin ele însele naratori.Astfel, imbinându-se una într-alta, aceste povestiri în ramă dobândesc veridicitate și autenticitate, fiind atribuite unui narator și unui spațiu specific.
Al- Muqaffa' nu se detașează foarte mult de tematica specifică vremii lui. Lucrarea era destinată să asigure o anumită instruire morala și intelectuală moștenitorilor califiilor, chiar și tinerilor care aspirau la astfel de poziții. Personajele povestirlor sunt de foarte multe ori animale antropomorfizate, vizând în principal comportamentul uman, esențial în fabulă, întrucât autorul își propune să critice defecte omenești întruchipate de personaje.
Personajele care dialoghează și introduc poveștile sunt Bidba si Dibashlim, dialog în care Dibashlim cere să i se ilustreze diferite situații și principii morale iar Bidba îi oferă aceste povești cu lecții de viață. Spre deosebire de fabulele europene unde morala este ilustrată la sfârșit, în povestirea in rama ale acestei opere, situația este inversă, morala este explicitată la început și apoi urmează povestea menită să o ilustreze. Printre cele mai importante personaje - animale incluse în carte se numără leul, care joacă rolul regelui, și servitorul său, taurul, Shatrabah, precum și cei doi șacali, Kalila și Dimna.
Fabulele acoperă o amplă serie de teme, printre care prietenia, trădarea, lăcomia, înțelepciunea. Fiecare fabulă transmite o lecție morală prin intermediul experiențelor personajelor animale. Unele dintre povești implică interacțiuni cu alte animale, precum maimuțe, elefanți și cămile, și prezintă provocările cu care se confruntă acestea în viața lor. În timp ce fabulele pot varia în temă, dimensiune, esența generală rămâne constantă. Poveștile reliefează importanța unor virtuții precum onestitatea, înțelepciunea, bunătatea și umilința, atrăgând în același timp atenția asupra unor vicii precum înșelăciunea, lăcomia și aroganța.

## Influențe în artă și cultură
De-a lungul secolelor, Kalila wa Dimna a fost o sursă de inspirație în domeniul culturii și al artei. Influența sa poate fi observată în literatură, în picturi și chiar în teatru.
Colecția le-a servit drept sursă de inspirație unor scriitori renumiți, cum ar fi Jean de La Fontaine, ale cărui fabule faimoase prezintă asemănări cu poveștile din Kalila wa Dimna.
De asemenea, personajele-animale ale fabulei și narațiunile captivante ale acesteia au fost ilustrate în picturi, desene și alte forme de artă vizuală. Artiștii au căutat să imortalizeze esența poveștilor și să transmită învățătura lor atemporală prin interpretările lor.
Spectacole cu marionete, piese de teatru au fost influențate de această colecție, dând viață pe scenă poveștilor cu animale.